# Linia Dzierżyńskaja Nowosybirskiego Metra
Linia Dzierżyńskaja Nowosybirskiego Metra (ros.: Дзержинская линия) – jedna z dwóch linii metra w Nowosybirsku, uruchomiona pod koniec 1987 roku, młodsza i krótsza niż Leninskaja.

## Historia
W początkowych planach z lat siedemdziesiątych XX wieku metro w Nowosybirsku miało liczyć początkowo trzy linie: Leninskają, Kirowskają i właśnie Dzierżyńskają. Plany te zakładały, że długość tej linii miała wynosić 10,8 kilometrów. Prace przygotowawcze rozpoczęły się w momencie rozpoczęcia budowy pierwszej linii nowosybirskiego metra w 1979 roku. Wytyczenie takiej trasy dla tej linii w takiej formie było o tyle ważne, że mogła ona połączyć gęsto zamieszkane osiedla mieszkaniowe na północnych rubieżach Nowosybirska z centrum miasta. Początkowo rozpoczęto budowę odcinka między dwoma stacjami: Placem Garina-Michajłowskiego i Sibirskają, która stanowić miała stację przesiadkową z Krasnym Prospektem, należącą do Linii Leninowskiej. Długość tego odcinka miała wynosić 1,6 kilometra. Połączenie obu linii dawało możliwość (przy wykorzystaniu pierwszej linii) szybkiego przemieszczania się na drugi brzeg rzeki Ob. 1 grudnia 1980 roku rozpoczęły się prace nad budową stacji Sibirskaja. Prace po kilku miesiącach musiały zostać przerwane, z uwagi na niespotykane trudności z systemem kanalizacyjnym miasta. Dodatkowym problemem był niezwykle twardy grunt, który utrudniał budowę. Początkowo na tym odcinku w użyciu był tylko jeden tunel, drugi został uruchomiony dopiero w roku 2000. Natomiast sam ten odcinek ten został otwarty 31 grudnia 1987 roku. Na tym zakończyła się pierwsza faza budowy linii.
Kolejny etap budowy Linii Dzierżyńskajej rozpoczęty został w 1988 roku, gdy zaczęto przygotowywać teren i grunty do konstrukcji kolejnych odcinków. Właściwe prace ruszyły w 1990 roku i miały one na celu połączenie stacji Sibirskajej ze stacją Marszałka Pokryszkina. Miało to zwiększyć długość całej linii do 5,86 kilometrów. W 1996 roku miasto Nowosybirsk odwiedził rosyjski prezydent Borys Jelcyn. Podczas wizyty odwiedził on także metro i obiecał przekazanie funduszy na dalszą rozbudowę. Obietnice te nie zostały nigdy spełnione. Ostatecznie 28 grudnia 2000 roku nowy odcinek został otwarty. Poprawa sytuacji ekonomicznej, zarówno w kraju, jak i w mieście, sprawiła, że 25 czerwca 2005 roku uruchomiono kolejną stację Bieriezowają Roszczę. Problemy techniczne i finansowe spowodowały, że odcinek ten nie przez najbliższe kilka lat nie zyskał kompletnej sprawności i przepustowości. Budowa kolejnego odcinka rozpoczęła się jeszcze w 1992 roku, ale pod koniec lat dziewięćdziesiątych z uwagi na problemy gospodarcze została ona zahamowana. Budowę wznowiono w 2007 roku, a ukończono 7 października 2010 roku.

## Planowana rozbudowa
Kolejnymi etapami w pracach nad rozbudową Linii Dzierżyńskajej Nowosybirskiego Metra będzie uruchomienie dwóch stacji: Gusinobrodskajej i Wołoczajewskajej. Ta pierwsza ma być oddana do użytku około roku 2016. Natomiast ta druga być może tego samego roku lub w roku 2017. W planach jest także uruchomienie Zajezdni Tcz-2. Będzie ona obsługiwać wyłącznie Linię Dzierżyńskają, obecnie zapleczem dla niej i dla pierwszej linii jest zajezdnia TCz-1. Długofalowy projekt zakłada przeprowadzenie linii na lewą stronę rzeki Ob (przez most), gdzie miałaby zostać ona połączona z planowaną linią Kirowskają. Plany te mają być zrealizowane do roku 2030.

## Lista stacji
- Plac Garina-Michajłowskiego
- Sibirskaja
- Marszałka Pokryszkina
- Bieriezowaja Roszcza
- Zołotaja Niwa
- Gusinobrodskaja (planowana)
- Wołoczajewskaja (planowana)

## Zajezdnie
- Zajezdnia TCz-1 (dzielona z Leninskają)
- Zajezdnia TCz-2 (planowana)